# Michael Winterbottom
 Michael Winterbottom (ur. 29 marca 1961 w Blackburn) – brytyjski reżyser, scenarzysta i producent filmowy i telewizyjny.
Absolwent anglistyki na Uniwersytecie Oksfordzkim. Reżyserię filmową studiował następnie w Bristolu i Londynie. Za film Love Lies Bleeding (1993) otrzymał Silver Award na Nowojorskim Festiwalu Telewizyjnym. Jest także współwłaścicielem wytwórni filmowej Revolution Films.
Zasiadał w jury konkursu głównego na 51. MFF w Cannes (1998).

## Filmografia

### Reżyser

#### Filmy fabularne
- Pocałunek motyla (Butterfly Kiss), 1995
- Więzy miłości (Jude), 1996
- Aleja snajperów (Welcome to Sarajevo), 1997
- Pragnę cię (I Want You), 1998
- Z tobą lub bez ciebie (With Or Without You), 1999
- Wonderland, 1999
- Królowie życia (The Claim), 2000
- Na tym świecie (In This World), 2002
- 24 Hour Party People, 2002
- Kodeks 46 (Code 46), 2003
- 9 Songs, 2004
- Tristram Shandy: Wielka ściema (A Cock and Bull Story), 2005
- Droga do Guantánamo (The Road to Guantánamo), 2006
- Genua. Włoskie lato (Genova), 2007
- Cena odwagi (A Mighty Heart), 2007
- Doktryna szoku (The Shock Doctrine), 2009
- Morderca we mnie (The Killer Inside Me), 2010
- Triszna. Pragnienie miłości (Trishna), 2011
- Prawdziwa historia króla skandali (The Look of Love), 2013
- Twarz anioła (The Face of an Angel), 2014
- The Trip to Italy, 2014
- Światowy kryzys - zmarnowana szansa (The Emperor's New Clothes), 2015
- On the Road, 2016
- The Trip to Spain, 2017
- Gość weselny (The Wedding Guest), 2018
- Greed, 2019
- The Trip to Greece, 2020

#### Seriale TV
- Dramarama, 1989
- Rosie the Great, 1989
- Boon, 1992
- Alleyn Mysteries, 1994
- Forget About Me, 1990
- Time Riders, 1991
- Under the Sun, 1992
- Love Lies Bleeding, 1993
- Dr Fitz (Cracker), 1996
- Family, 1994
- Go Now, 1995
- Cinema Europe: The Other Hollywood, 1996